# ビットバレット
『ビットバレット』(BIT BULLET)は、日本の特撮オリジナルビデオドラマ、およびその作中に登場する架空のゲームの名称。近未来の日本全国の女子高生たちがそれぞれの目的のため、最強の座をかけて格闘する姿を描く。2008年11月に動画配信サービスのGyaOでネット配信開始、同年12月からは同じくShowTimeで配信開始。同月からシーズン1のDVDが各巻3話構成でぶんか社から発売された。全3巻、全9話。発売から3年後の2011年、続編作品『バレットリヴァース』が発売された。

## あらすじ
西暦2010年代。世界的IT企業・エクソル社が開発した新鋭バーチャル格闘ゲーム「ビットバレット」は、たちまちの内に世界中のゲーマーたちの圧倒的人気を得た。そして2016年、エクソル社はビットバレットの限定イベントとして、出場者を2000年2月29日生まれの女子に限定した特別大会の開催を発表。優勝者の在学校には莫大な奨励金が払われ、優勝者自身にも莫大な賞金、そして可能な限りのあらゆる夢の成就が約束される。奨励金目当ての全国の各高校に促され、最強の女子高生の座をかけ、各校の女生徒たちがこの大会に出場。エクソル社の陰謀が影で蠢く中、学校の制服の着用が必須という奇妙なルールのもと、未来のため、賞金のため、様々な思いを抱いた少女たちの戦いが始まる。

## 登場人物
北斗 加也（ほくと かや）
サイファー：トランスファー
技：ミラージュスウィープ（透明化）、エターナルアライヴ（再生能力）
東京都立璃光学園在学。両親ともに消息不明で、孤児院で育った男勝りの少女。家族との再会を願って大会に参加したため、精神面の強さでは群を抜くものの、これといった体術や特技などは持ち合わせていない。そのために最も平凡な出場者と評価されており、決勝トーナメントまで勝ち進んだのは幸運続きと言われ、実力を疑問視する声もある。
山門 あい（やまと あい）
サイファー：ライトニング
技：ライジングブレイク（電撃攻撃）、アクティヴチャージ（麻痺）
千葉県宝楼女子高等学校在学。山門流空手道場の一人娘で、伝説の格闘技・実空拳（じっくうけん）の継承者。実空拳は2007年小学生格闘技全国大会に出場した彼女の活躍で注目を浴びたものの、邪道として格闘技界から抹殺されたため、実空拳を世に知らしめるために本大会に臨む。
郷 ミナ（みさと ミナ）
サイファー：ストリーム
技：アクセルロード（空気縛り）、ギガスラスター（空気散弾）
静岡県立輝凛高等学校在学。郷流空手師範代を父に持つ。小学生時代から空手の天才少女として将来を有望視されていたものの、小学生格闘技大会の初戦で山門あいの前に敗北。以来あいを憎悪し、屈辱を晴らすべく大会に参加する。
東 レイ（あずま レイ）
サイファー：セイレーン
技：コーラスシェイプ（催眠攻撃）、スフォルツァンドフォルテッシモ（音波攻撃）
福岡県私立双葉女学院在学。母の失踪、父の暴力という境遇から孤児院に保護されており、同じ孤児院の北斗加也とは大親友の仲。精神的不安定さのためか多重人格を発症しており、苦痛を受けるとしとやかな性格から攻撃的性格に変貌する。特技のバイオリンを海外で学ぶために大会に臨む。
鳳 リエ（おおとり リエ）
サイファー：ヴィジョンズ
技：ヴェールズドア（透視能力）、デュアルウェイ（未来予知）
三重県聖マリー女学院在学。日本屈指の大財閥・鳳財閥のお嬢様。文武両道に長け、天才ハッカーでもある。父・鳳龍吾がエクソル社と結託して何かを企んでいると睨み、ビットバレットに参加することで大会を統括するエクソル社のスーパーコンピューター・エリスシステムを攻略してその企みを突き止めようとしている。
新堂 あずさ（しんどう あずさ）
サイファー：ミラー
技：トラッピングシャドー（目くらまし）、リフレクトビート（カウンター）
神奈川県立月陽高等学校在学。父が他界、母が長期入院中のため、メイド喫茶など様々なアルバイトで入院費と生活費を稼いでいる。病状が悪化した母の手術費用が目的で大会に参加したため、優勝への執着心とハングリー精神は大会随一。
早田 ヒカリ（はやた ヒカリ）
サイファー：ディストーション
技：オーヴァードライブ（ワープ）、ダウントウワウ（超重力）
秋田県私立天狼北高等学校在学。いじめられっ子だった小学生時代に小学生格闘技大会での山門あいの活躍をテレビで見て、独学で実空拳を習得した。努力、根性、気合を格闘家としての本分とする。本大会ではすべての対戦相手を1分未満で倒しており、「無冠の最強王者」の異名を得るに至る。
諸星 ミク（もろぼし ミク）
サイファー：ペイント
技：ウェザリングルーム（背景を真っ白にする）、マーブルピュアレイン（イメージ共有による幻覚）
北海道私立神楽白凰高等学校在学。世間のオタクたちに大人気のネットアイドルで、緊張感のかけらもなく、独特な雰囲気と常識外の行動力を持つ少女。自分は宇宙人の侵略から地球を守る唯一の戦士と聞かされ、その能力を磨くために大会に臨む。
南 メアリ（みなみ メアリ）
サイファー：サクリファイス
技：ヘヴンズゲート（時間停止）、トゥイステッドオクターヴァー（呪縛）
兵庫県私立虹星女子高等学校在学。私生活や過去に不明点が多い謎の少女。クールで無口な性格。幼少時に覚醒したといわれるサイファー能力は大会でも随一の強さを誇る。しかしその能力は自身の肉体にも大きな負担をおよぼし、生命の危険すら孕んでいる。
日比野 リョウ（ひびの リョウ）
サイファー：ディレイト（サイファー遮断能力）
技：カオスノアール、スーサイドフレア
プロフィールは一切不明。大会の一部始終を陰から見守り続けている謎の少女。相手のあらゆるサイファーを無効化する能力を持つ最強の刺客。

## 設定
作中における「ビットバレット」とは、世界的IT企業・エクソル社がゲーム会社との連携で開発したバーチャル格闘ゲームである。プレイヤーはバレットと呼ばれ、バーチャル空間（仮想世界）による戦場を舞台とし、バレット自身がサイファーと呼ばれる特殊能力を駆使しつつ対戦を行なう。バレットのプロフィールと戦いの模様をオンラインで配信するなどの視覚的効果により、世界的な大人気を誇っている。続編『バレットリヴァース』ではこのゲーム名も「バレットリヴァース」と改名されているが、基本的なルールは同じ。
対戦中では、バレットたちが繰り出す特殊能力「サイファー」が勝敗の明暗を分ける。バレットごとに異なる特性のサイファーを持ち、それぞれの特性に応じて「セイレーン（音による精神攻撃）」「ディストーション（空間の湾曲）」などと総称されている。対戦の勝者は、敗者の能力を獲得できる。建前上ではゲーム内に設定されたアイテムだが、設定上はバレットたちが生来身に付けている能力であり、続編『バレットリヴァース』でもそう明言されている。

## 出演
- 北斗加也：浅野かや
- 山門あい：葉月あい（少女時代：佐々木愛奈）
- 郷ミナ：倉田みな（少女時代：山崎久美子）
- 東レイ：安井レイ
- 鳳リエ：天野莉絵
- 新堂あずさ：高橋梓
- 早田ヒカリ：山口ひかり（少女時代：前川笑璃）
- 日比野リョウ：しほの涼
- 諸星ミク：高岡未來
- 南メアリ：松山メアリ（少女時代：小松崎夕楠）
- 甲斐ジュン：小嶋じゅん
- 柳沢和彦 / ナレーション ：井上和彦（特別出演）
- 星留美奈 / エルミナ：林美和

- 山門剛：百々和昭
- 鳳龍吾：杉野博臣
- メイド喫茶の店長：藤井良樹
- エクソル社オペレーター：今井佑二、中村雅人、山口征秀、藤坂一史、田神恭平

## スタッフ
- 企画：椚山英樹
- エグゼクティブプロデューサー：香取剣悟朗、川村英己
- 原作：畑澤和也、益子晃
- 監督：畑澤和也
- 脚本：静谷伊佐夫
- アクション監督：髙橋伸稔、南辻史人
- 音楽監督：松本竜欣
- 撮影：土田淳一
- デザインワークス：谷口守泰、毛利和昭、木村貴宏
- 衣装・スタイリング：ami
- スチール：荒井大洋
- プロデューサー：螺蛇並、楠智晴
- アソシエイトプロデューサー：市岡真一
- ラインプロデューサー：松本竜欣
- アクションプロデューサー：臼木智晴（J-stant network）
- 企画協力：大口豊
- 制作協力：東放学園映画専門学校、映画専門大学院大学、NPO法人実武道会館
- 制作プロダクション：ミリオンエンタテインメント
- 製作：ビットバレットシーズン1製作委員会（アスラン、ぶんか社、アークエンタテインメント、K2N）

## 主題歌
- オープニングテーマ：「ロケットダッシュ」
  - 作詞・作曲 - 有希 / 編曲 - 山口一久 / 歌：有希
- エンディングテーマ：「こころに咲く花」
  - 作詞・作曲 - 有希 / 編曲 - 山口一久 / 歌：北斗加也（浅野かや）、早田ヒカリ（山口ひかり）、甲斐ジュン（小嶋じゅん）